# Flindersia maculosa
Flindersia maculosa es un árbol en la familia de los cítricos. Se encuentra en áreas áridas y semiáridas en Nueva Gales del Sur y Queensland, Australia. Debido a la corteza manchada, se le conoce como Palo leopardo  (Leopardwood) o Árbol leopardo (Leopard Tree).
Su hábitat son las colinas pedregosas y planicies arenosas. Puede crecer en áreas con un promedio annual de lluvias de menos de 250 mm, como en el  parque nacional Mutawintji.

## Descripción
Es un árbol pequeño elegante, de hasta 15 metros de alto. La corteza se muda de una forma irregular resultando en un tronco moteado. Las hojas son opuestas, pequeñas y estrechas. Esto le da al follaje una apariencia rala. Las hojas miden de 10 a 80 mm de largo, y 2.5 a 10 mm de ancho.
Pequeñas flores cremosas se forman alrededor de noviembre. El fruto es una cápsula leñosa erizada de 2.5 cm de largo, la cual se abre para soltar las semillas. Las semillas miden alrededor de 1.8 cm de largo con una membrana alada en ambos extremos.

## Usos
En tiempos de sequía, se ha usado como un árbol de forraje.
El néctar de los capullos, y la goma de la corteza han sido usados para hacer una bebida dulce. La bebida de la goma ha sido usada como remedio para la diarrea. Es un árbol resistente y atractivo, el árbol leopardo es un árbol ornamental para áreas secas.

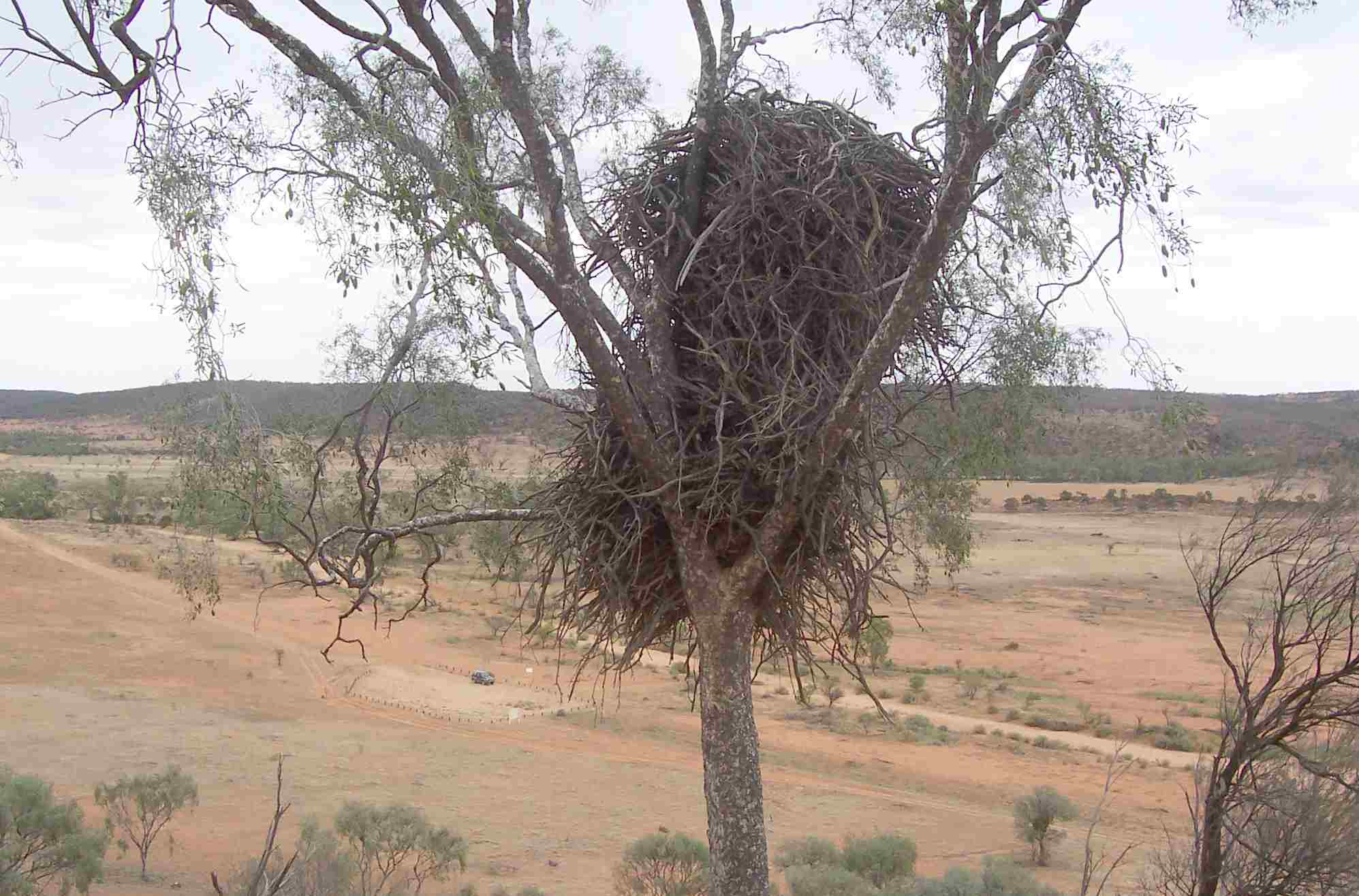
Un nido de Águila audaz en un Árbol leopardo dando fruta en el parque nacional Mutawintji.

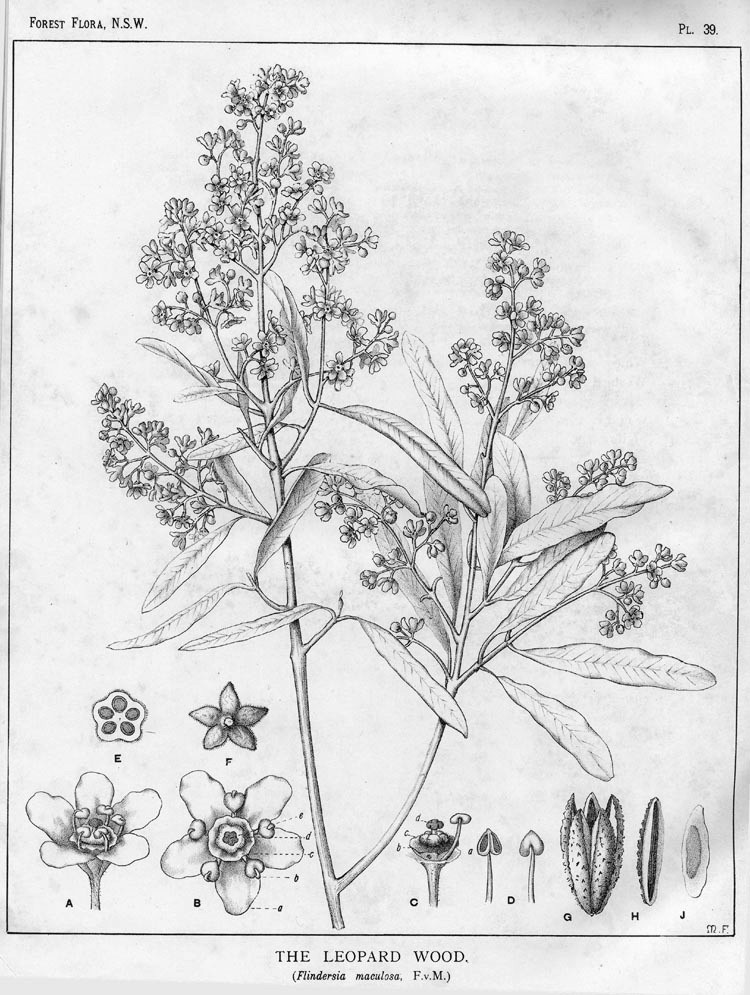
Dibujo de Flindersia maculosa por Joseph Maiden.

## Taxonomía
Flindersia maculosa fue descrita por (Lindl.) Benth. y publicado en Flora Australiensis: a description . . . 1: 389, en el año 1863.
Sinonimia
- Elaeodendron maculosum Lindl.	basónimo
- Flindersia maculata F.Muell.
- Strzeleckya dissosperma F.Muell.[5][6]